# Maximilian Kneller
Maximilian Kneller (* 20. Oktober 1993 in Bielefeld) ist ein deutscher Politiker (AfD). Seit 2025 ist er Mitglied des Deutschen Bundestages.

## Leben
Kneller besuchte das Königin-Mathilde-Gymnasium in Herford und studierte dann Politik- und Literaturwissenschaft an der Universität Bielefeld. Das Studium schloss er 2019 mit dem Bachelor of Arts ab. 2021 erschien sein Buch 20 Gründe, mit dem Linkssein aufzuhören: Wie Sie ein ungesundes Weltbild ablegen im Blutdruck-Verlag, der auch das extrem rechte Magazin Krautzone herausgibt, zu dessen Redaktionsgruppe Kneller gehört.
Im Jahr 2013 trat er der Alternative für Deutschland bei. 2020 wurde er Mitglied im Rat der Stadt Bielefeld und der Landschaftsversammlung Westfalen-Lippe. 2025 zog Kneller über die Landesliste Nordrhein-Westfalen (Listenplatz 13) in den Deutschen Bundestag ein. Zuvor war er als Referent der AfD-Landtagsfraktion in Nordrhein-Westfalen tätig.
Er ist verheiratet und Vater eines Sohnes.

## Kontroversen
Als Vorstandsmitglied der Jungen Alternative (JA) Nordrhein-Westfalen gab er sich in einer NDR-Dokumentation über den Straßenwahlkampf zur Bürgerschaftswahl in Hamburg 2015 als interessierter AfD-Wähler aus, weil sich echte Passanten für den Wahlkampfstand der AfD in Hamburg nicht interessierten.
Maximilian Kneller kommentierte 2015 auf Facebook ein Foto der Jungen Liberalen, auf dem deren Mitglieder mit einem Banner gegen einen Auftritt von Frauke Petry, der damaligen Parteisprecherin der Alternative für Deutschland, in Bochum protestieren. Maximilian Kneller schrieb dazu: „also der blonden würde ich auf jeden fall den schlimmsten hatefuck geben. das erlebt sie mit ihren bebrillten linksliberalen hipsterfreunden in hundert jahren nicht“. In einer späteren Diskussion im Facebook-Forum „Liberale Zukunft Deutschlands“ beschimpfte Maximilian Kneller die Jungliberale: „Meine fresse, insgeheim will die kleine schlampe doch ein mal in ihrem drecksleben nicht von einem blümchensex-gutmenschen, der danach 15 mal fragt, wie er war, gefickt werden, sondern von einem rechten, manchesterliberalen wie mir.“ Die Polizei leitete Ermittlungen gegen Kneller ein und er wurde zu 30 Tagessätzen wegen Beleidigung verurteilt. Er musste seine Mitgliedschaft im Vorstand der JA Nordrhein-Westfalen niederlegen, obwohl ihr Vorsitzender Sven Tritschler die Äußerungen als „einmaligen Ausrutscher“ abtat.
Nach der Amokfahrt in Mannheim 2025 schrieb Kneller gemäß einem Bericht von T-online per „sponsored post“ auf X, er werde niemals akzeptieren, dass „das jetzt Alltag sein soll“. Der T-online-Bericht stellte diesen Post in den Kontext einer Desinformationskampagne, die den Anschlag fälschlicherweise einem Mann mit im Libanon verbreitetem Nachnamen zuschrieb.

## Schriften
- 20 Gründe, mit dem Linkssein aufzuhören. Wie Sie ein ungesundes Weltbild ablegen. Blutdruck-Verlag, Krefeld 2021, ISBN 978-3-9823946-0-2.